# Vice (magazine)
Pour les articles homonymes, voir Vice (homonymie).
Vice est un magazine mensuel gratuit et international créé en 1994 à Montréal, initialement sous le titre Voice of Montreal. Axé sur la culture urbaine et indépendante, la photographie, l'art et la musique, Vice traite également des sujets de société plus profonds, qu'il s'agisse de guerres, d'écologie, de spiritualité ou de sciences humaines. Vice Media, la société éditrice du magazine, a développé d'autres activités comme l'édition de livres, un label musical, des sites Internet ou des chaînes YouTube.

## Histoire
Le précurseur de Vice est fondé à Montréal, au Québec, Canada, en 1994 sous le nom de Voice (plus tard Voice of Montreal) par Interimages Communications, comme complément de langue anglaise à revue Images, une publication multiculturelle fondée quelques années plus tôt par Dominique Ollivier avec Alix Laurent. Le premier numéro identifie Laurent et Ollivier comme éditeurs, de même que Suroosh Y. Alvi comme rédacteur en chef et Gavin McInnes comme rédacteur adjoint, Shane Smith se joignant plus tard au personnel,,,,. 
À l'époque, Voice est d'abord un fanzine de contre-culture distribué dans les rues de la métropole québécoise, financé par un programme d'accès au marché du travail pour personnes recevant de l'aide sociale. Il arrive à faire concurrence au magazine plus conventionnel Montreal Mirror sur la dynamique scène alternative de la ville. Alvi, McInnes et Smith rachètent le magazine des mains de l'éditeur en 1996 et ajoutant un caractère au titre, le rebaptisent Vice,.
En 1999, le millionnaire canadien Richard Szalwinski achète le magazine et le relocalise à New York. En mai 2023, Vice annonce se mettre en faillite, à la suite d'un contexte macro-économique défavorable dans la publicité.

### ViceFrance
L'édition française du magazine est publiée pour la première fois en mars 2007. Depuis cette date, les magazines sont distribués à environ 80 000 exemplaires dans 550 points de distribution (galeries d'art, magasins de vêtements, cafés et bars, cinémas...). Mêlant contenu français et international (hormis pour le numéro 100 % français : « le numéro Behren »), il est rédigé entièrement en langue française. À l'été 2010, Mathieu Berenholc, rédacteur en chef de l'édition française de Vice Magazine depuis son lancement, décède à l'age de 36 ans. Julien Morel, jusqu'alors Music editor du magazine, assurera sa succession.
En juillet 2017, une dizaine de salariés et anciens salariés du site sont mis en cause pour des dérives sexistes au sein d'un groupe messagerie instantanée d’abord intitulé  « Les darons », puis « Townhall ». Ces « graves dérives sexistes » entrainèrent le licenciement pour faute par la direction de deux journalistes, quelques semaines après la découverte des faits. Comme le relate L'Express : « Dans les mois qui ont suivi le départ de Rodolphe B. et Sébastien C., lorsque la direction de Vice entame des procédures de licenciement à l'égard des cinq autres membres des Darons, ces derniers ont dénoncé les violences managériales dont ils faisaient l’objet,. »
En février 2023, Vice annonce la fermeture de l'édition Vice France pour le courant du mois de mars 2023. La rédaction Vice Belgique continue quant à elle de publier en français[réf. nécessaire].

## Contenu

### Contenu éditorial
C'est le ton et les informations traitées qui nourrissent et définissent la ligne éditoriale du magazine : l'info est souvent insolite, le point de vue utilisé hétérodoxe, le ton est libre et laisse la part belle au rédacteur. En effet les reportages, même s'ils sont ancrés dans la réalité, sont traités de manière subjective. D'une « vulgarité rafraîchissante et d'une méchanceté radicale » selon Libération, Vice Magazine marque le lecteur par sa liberté de ton et son impertinence.
Le magazine est également connu pour sa section récurrente de Dos & Don'ts, imitée très vite par de nombreuses autres parutions. Cette section consiste en des séries de photos de quidams légendées par des commentaires acides et décalés, conférant à la photographie un caractère absurde. Selon le quotidien Libération, le média Vice France est marqué en 2018 par une confusion croissante entre contenus rédactionnels et publicitaires.

### Place donnée à la photographie
En 2009, pour fêter les quinze ans du magazine, une exposition est organisée a la galerie Chappe. Chaque année, un numéro spécial consacré à la photo est publié au mois d'août sous un format spécial, regroupant des portfolios et des interviews de plusieurs photographes, parmi lesquels Terry Richardson, Richard Kern ou encore Ryan McGinley.